# Klątwa Ju-on
Klątwa Ju-on (Ju-on: The Grudge) – kinowa wersja filmu Ju-on 1 wyreżyserowana przez Takashi Shimizu. W kinach zadebiutowała 1 stycznia 2003 roku. Kilka miesięcy po jej premierze wydano na duży ekran film Klątwa Ju-On 2 będący kinową wersją Ju-on 2, doczekał się kontynuacji Klątwa Ju-on 3. Ju-on 1 Był filmem niskobudżetowym, Klątwa Ju-on została wydana w 2003 roku (3 lata po premierze Ju-on) twórcy wówczas dysponowali znacznie większym budżetem, co wpłynęło na jakość filmu który stał się hitem. Rok później w kinach pojawił się amerykański remake The Grudge – Klątwa.

## Fabuła
Film opowiada historię nawiedzonego domu, w którym przed laty mąż zamordował żonę (Kayako Saeki). Natomiast jej sześcioletniego syna (naocznego świadka tragedii) nigdy nie odnaleziono. Jednakże śmierć Kayako sprawiła, że na miejscu zbrodni zrodziła się klątwa, która objawia się w dwóch postaciach ducha zamordowanej albo jej synka Toshio. Klątwa ta zabija każdego kto przekroczy próg domu. Do tej właśnie posiadłości weszła Nishina Rika – wolontariuszka. Po tym wydarzeniu zaczęli ginąć członkowie jej rodziny.

## Obsada
- Megumi Okina – Rika Nishina
- Misaki Ito – Hitomi Tokunaga (as Misaki Itô)
- Misa Uehara – Izumi Tôyama
- Yui Ichikawa – Chiharu
- Kanji Tsuda – Katsuya Tokunaga
- Kayoko Shibata – Mariko
- Yukako Kukuri – Miyuki
- Shuri Matsuda – Kazumi Tokunaga
- Yoji Tanaka – Yûji Tôyama (as Yôji Tanaka)
- Yoshiyuki Morishita – Keibiin
- Hideo Sakaki – Fukushi Sentâ Jimuin
- Takashi Matsuyama – Takeo Saeki
- Yuya Ozeki – Toshio
- Takako Fuji – Kayako
- Chikara Ishikura – Hirohashi
- Chikako Isomura – Sachie
- Chiona Ôkuni – Erebêtâ no Onna
- Miho Fujima – Joshi Ana
- Daisuke Honda – Igarashi Keiji
- Hirokazu Inoue – Nakagawa Keiji
- Tomomi Kobayashi – Shôgakusei no Izumi (as Tomomi Kobayashi)
- Aki Fujî – Yôko Tôyama (as Aki Fujii)
- Risa Odagiri – Saori
- Kaori Nakajô – Chiaki
- Kana Kobayashi – Ayano
- Akira Saito – Sekine Sensei (as Akira Saitô)
- Hiroyuki Yokoo – Nyûsu no Koe (voice) (as Hiroyuki Yoko'o)
- Isao Yatsu – Saitô
- Haruka Yamano – Fukikae

## Inne części serii
- Ju-on 1 (2000)
- Ju-on 2 (2000)
- Klątwa Ju-on 2 (2003)
- The Grudge – Klątwa (2004)
- The Grudge – Klątwa 2 (2006)
- Klątwa Ju-on 3 (2007)
- The Grudge – Klątwa 3 (2009)